# Mahmut Tekdemir
Mahmut Tekdemir (* 20. Januar 1988 in Çermik in der Provinz Diyarbakır) ist ein türkischer Fußballspieler, der für Istanbul Başakşehir FK spielt.

## Karriere

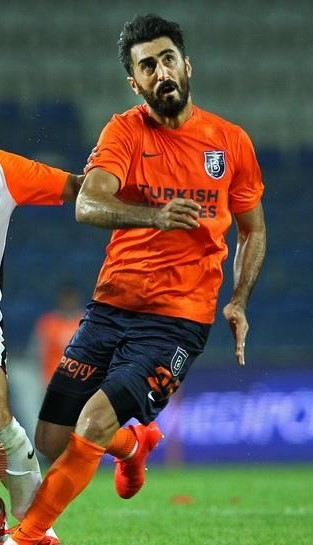
Mahmut Tekdemir im Einsatz für den Başakşehir FK (2016).

Tekdemir ist ein 1,78 m großer Mittelfeldspieler mit primärer Kopfballstärke und Spielaufbaufähigkeiten, des Weiteren kann er beidfüßig spielen. Er spielt primär im defensiven Mittelfeld und gilt als fußballerischer Verteidigungsbollwerk in der Süper Lig, um gegnerische Offensivspieler zu stoppen. Man kann ihn sekundär auch in der Abwehr als Innenverteidiger einsetzen.

### Verein
Tekdemir begann mit dem Vereinsfußball in der Istanbuler Gemeinde Zeytinburnu in der Jugend von den Amateurvereinen Eroğluspor und Damlaspor, danach spielte er in der Juniorenmannschaft von Istanbul Büyükşehir Belediyespor. Im Januar 2006 erhielt er beim Letzterem einen Profivertrag und erkämpfte sich innerhalb eineinhalb Spielzeiten einen Stammplatz.
Nachdem er mit seinem Verein zum Sommer 2013 den Klassenerhalt in der Süper Lig verfehlt hatte, beendete er mit diesem die Zweitligasaison 2013/14 als Meister und schaffte so den direkten Wiederaufstieg. In der Spielzeit 2014/15 etablierte Tekdemir sich bei seinem Verein, wo in der Zwischenzeit seinen Namen in Istanbul Başakşehir FK geändert hatte, immer mehr als Leistungsträger und wurde in Folge in die türkische A-Nationalmannschaft nominiert. Später stieg er zum Mannschaftskapitän auf und gilt als lebende Başakşehir efsanesi (deutsch Başakşehir Legende), aufgrund seiner über ein Jahrzehnt dauernden Vereinsspielerzugehörigkeit. Die Verantwortlichen von Başakşehir FK verlängerten im August 2019 den Vertrag mit dem damaligen 31-jährigen Tekdemir vorzeitig bis zum Saisonende 2023/24. Im Juli 2020 führte er als Mannschaftskapitän am vorletzten Spieltag und als Siegtorschütze des 1:0-Sieges Başakşehir FK erstmals und vorzeitig zum türkischen Meistertitel der Süper Lig (2020).

### Nationalmannschaft
Tekdemir durchlief die türkische U19- und U21-Nationalmannschaft. Zudem spielte er ab 2011 fünfmal für die zweite Auswahl der türkischen Nationalmannschaft (Türkei A2).
Nachdem er bei seinem Verein über längere Zeit zu überzeugen wusste, wurde Tekdemir im März 2015 im Rahmen eines Qualifikationsspieles der EM 2016 und drei Tage später folgendes Testspieles vom A-Nationaltrainer Fatih Terim zum ersten Mal in seiner Karriere in das Aufgebot der türkischen A-Nationalmannschaft nominiert. Im Testspiel gab er sein A-Länderspieldebüt und das direkt in der Startelf, somit erreichte Tekdemir eines seiner größten Karriereziele.
In der erfolgreichen Qualifikation zur UEFA Euro 2020 gehörte Tekdemir mit seinen fußballerischen Leistungsdaten unter den fünf besten Spielern der türkischen Nationalmannschaft und in der Qualifikation mit 55 Nationalmannschaften unter den 230 besten Fußballspielern. Im Rahmen der Vorbereitung zur UEFA Euro 2020 wurde er im Mai 2021 vom Nationaltrainer Şenol Güneş in den vorläufigen 30-Mann-Kader berufen, aber im späteren Verlauf wurde Tekdemir verletzungsbedingt im Juni 2021 gemäß Güneş für das endgültige 26-Mann-Turnieraufgebot nicht berücksichtigt.

## Erfolge
- Mit Istanbul BB / Başakşehir FK
  - Aufstiege in die Süper Lig
    - als Vizemeister der Lig A: 2006/07
    - als Meister der PTT 1. Lig: 2013/14

  - Türkischer Pokal (Türkiye Kupası)
    - 2 × Finalist: 2010/11, 2016/17

  - Türkische Meisterschaft (Süper Lig)
    - 1 × Meister: 2019/20
    - 2 × Vizemeister: 2016/17, 2018/19

- Mit der Türkischen A2-Nationalmannschaft
  - Sieger der International Challenge Trophy: 2011–13